# Heilig Kruiskerk (Elsene)

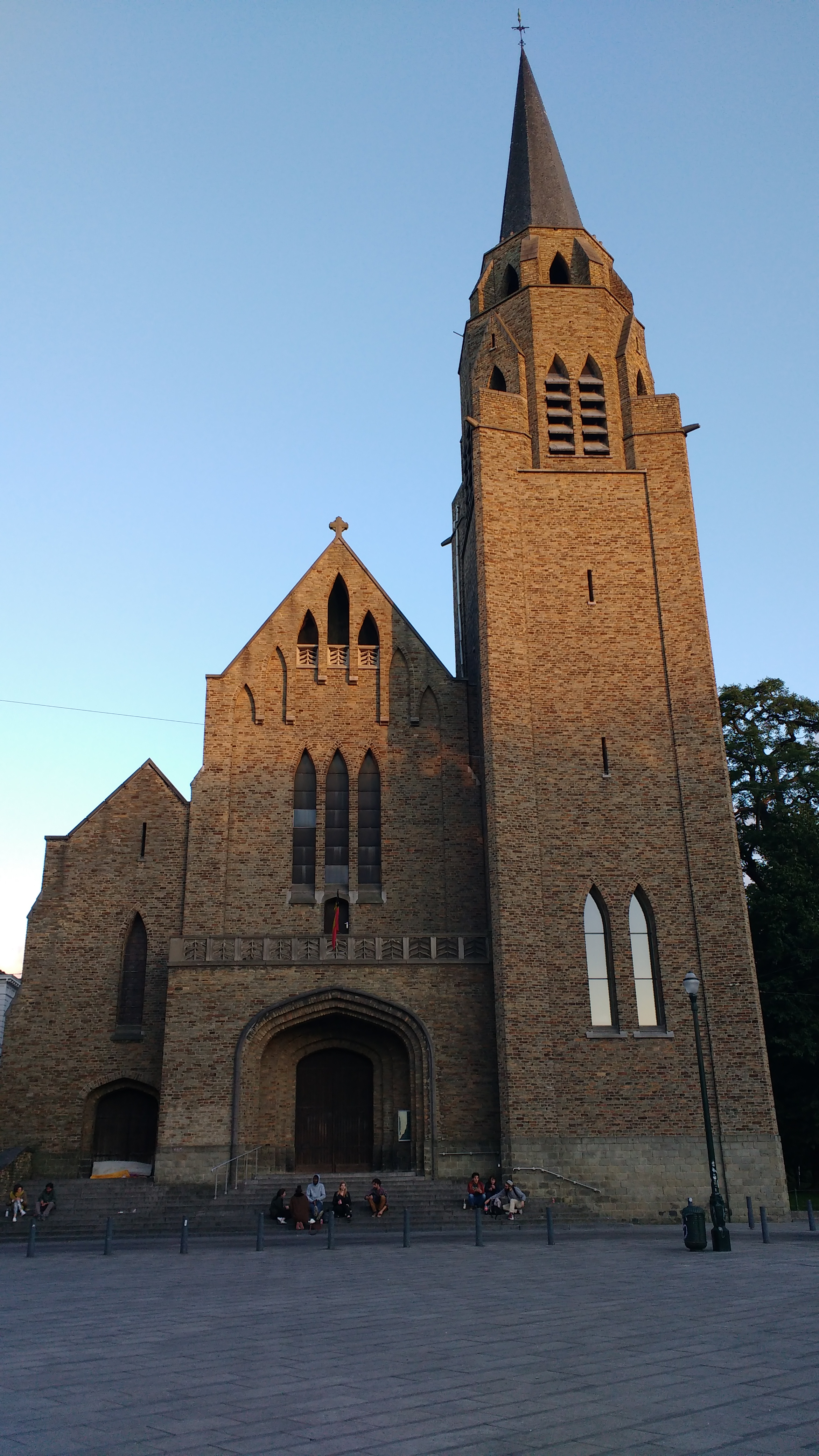
Heilig Kruiskerk

De Heilig Kruiskerk (Frans: Église Sainte-Croix) is een rooms-katholiek kerkgebouw in de Belgische gemeente Elsene in het Brussels Hoofdstedelijk Gewest, gelegen aan Heilig-Kruisplein 1.

## Geschiedenis
Deze van oorsprong neogotische kerk werd gebouwd van 1860-1863 en kwam in plaats van de dorpskerk die uit 1459 stamde. Architect was Van de Wiele.
Aangezien de bodem instabiel was, traden er scheuren in het gebouw op. Van 1940-1942 werden daarom de voorgevel en de toren afgebroken en vervangen door de huidige betonbouw die bekleed werd met baksteen. Architect was Paul Rome die voor een ontwerp in art deco tekende. Het schip en koor bleven in de neogotische vorm bewaard.
In de 21e eeuw werd de kerk mede tot middelpunt van de Portugese gemeenschap in Elsene.

## Interieur
Tot de inventaris behoren enkele schilderijen en beelden van de 16e en 17e eeuw. Ook is er een beeld van Onze-Lieve-Vrouw van Ter Kameren, in 1792 geschonken door de abdis van de Abdij Ter Kameren.

## Ligging
De kerk is gelegen vlak bij de Vijvers van Elsene.